# Tobias Wolff
Tobias Jonathan Ansell Wolff, född 19 juni 1945 i Birmingham, Alabama, är en amerikansk författare och professor emeritus i kreativt skrivande vid Stanford University i USA. 
Han har skrivit flera romaner och novellsamlingar. Två av romanerna har många likheter med Wolffs eget liv - Den här pojkens liv (This Boy's Life) (1989) handlar framför allt om hans uppväxt med sin våldsamma styvpappa, och I Faraos armé (In Pharaoh's Army) (1994) bygger på hans upplevelser under Vietnamkriget. Båda böckerna kategoriseras som rena självbiografier i hans hemland USA, medan de ofta sorteras som skönlitteratur i svenska bibliotek.  
Den här pojkens liv filmatiserades och hade 1993 premiär som This Boy's Life (i Sverige fick den titeln En främling i familjen) med Leonardo DiCaprio i rollen som Wolff själv, Ellen Barkin som hans mamma och Robert De Niro som hans styvpappa. 
Tobias Wolff har mottagit flera prestigefyllda priser för sitt författarskap. 2015 tilldelades han National Medal of Arts av president Barack Obama.

## Biografi

### Barndom
Tobias Wolff föddes 1945 i Birmingham, Alabama. Hans mamma hette Rosemary Loftus och hans pappa Arthur Samuels Wolff. Båda föräldrarna figurerar i romanerna Den här pojkens liv och I Faraos armé, och beskrivs öppenhjärtigt och ibland humoristiskt. Han har också en sju år äldre bror, Geoffrey Wolff, som även han är författare. Efter föräldrarnas uppbrott bosatte sig Geoffrey tillsammans med pappan på USA:s östkust, medan Tobias och hans mamma flyttade omkring på jakt efter arbete. Under den här tiden råkade mamman ut för flera våldsamma män, vilket tvingade henne och sonen att fly hals över huvud till nya städer. Till slut hamnade de i Chinook i Washington. Där inledde mamman ett förhållande med en man som också snart visade upp ett aggressivt beteende och utsatte dem båda för psykisk och fysisk misshandel. Den här turbulenta tiden skildras utförligt i Den här pojkens liv. 

Tobias Wolff drömde tidigt om att få gå i en skola med högt anseende, men insåg att hans dåliga betyg inte skulle räcka till. Han ansökte till The Hill School, en college-förberedande internatskola i Pottstown i Pennsylvania med förfalskade ansökningshandlingar - bland annat några entusiastiskt formulerade rekommendationsbrev som han skrivit själv. I den här pojkens liv skriver han:  

Jag skrev utan känslosamhet och blomsterspråk, med de ord mina lärare skulle ha brukat om de hade känt mig lika väl som jag själv gjorde. Detta var deras brev. Och hos den pojke som fick liv i deras brev, den lysande skuggfigur som bar alla mina förhoppningar, tyckte jag mig äntligen se mitt eget ansikte. 
Wolffs brev var så övertygande att han antogs till skolan, men han hade svårt att hänga med. Han relegerades senare och avslutade inte sin High school-utbildning.

### Militär karriär
Efter att ha arbetat en tid på ett sjömätningsfartyg tog Wolff värvning i den amerikanska armén och var mellan 1964 och 1968 del av ett specialförband. Han utbildades till fallskärmssoldat, lärde sig vietnamesiska och fick en rådgivande roll i sin bataljon under Vietnamkriget. I boken I Faraos arme skildrar han den ovisshet som präglade en stor del av tiden i landet: 
Vi var där som rådgivare, men vi visste inte riktigt vad för slags råd vi förväntades att ge, och till vem. Vi såg sällan till major Chau, bataljonschefen, och när det nån gång hände verkade han besvärad, som om han undrade vad vi gjorde där. 
Den hängivenhet till soldatlivet som Wolff kände i början övergick snart i en känsla av overklighet. Han har beskrivit hur han ofta drabbades av plötslig skräck för att såras eller dödas, och att det som höll honom på benen var en blandning av patriotism och överlevnadsinstinkt. När han erbjöds en ny krigsplacering efter den första tackade han nej. 

### Akademisk karriär
Efter sin krigstjänstgöring åkte Wolff till England med sikte på att studera vid Oxfords universitet. Trots sin bristande studievana lyckades han klara inträdesproven och satsade helhjärtat på sina studier. Han tog en Master of Arts-examen i språk och litteratur och återvände sedan till USA, där han slog sig ner i Kalifornien. Till en början försörjde han sig på ströjobb medan han koncentrerade sig på sitt skrivande. Hans texter upptäcktes i den akademiska världen och han valdes ut att delta i ett tvåårigt residensprogram, vilket ledde till att han tog en ny Master of Arts-examen vid Stanford University. Han undervisade därefter i kreativt skrivande vid Stanford University (1976 - 1978), Arizona State University (1978 - 1980), Syracuse University (1980 - 1997) och åter igen vid Stanford University från och med 1997.
Vid Syracuse University arbetade han på samma fakultet som författaren Raymond Carver. Många av studenterna han undervisade blev senare också kända författare - bland andra Jay McInerney, Tom Perrotta, George Saunders och Alice Sebold.

## Litterära verk

### Äldre författarskap
Tobias Wolff debuterade 1975 med romanen Ugly Rumours, som bara gavs ut i England och i en enda upplaga. Wolff anser att boken inte håller måttet och undviker därför att lyfta fram den i sin bibliografi.
En stor del av Wolffs författarskap består av noveller. 1981 publicerades hans första novellsamling In the Garden of the North American Martyrs. Den fick goda recensioner, bland annat i New York Times Book Review, där Le Anne Schreiber skrev att Wolffs spännvidd "rör sig mellan det utpräglat realistiska, det groteska och det lyriska" och hon uppskattade att han lät sina karaktärer uttrycka "såväl märkbar galenskap som tyst desperation". Boken översattes inte till svenska i sin helhet, men flera av novellerna gavs ut i samlingsvolymen Jägare i snön och andra berättelser (1992). 
Wolff tilldelades PEN/Faulkner-priset 1985 för kortromanen Kompanitjuven (The Barracks Thief) (1984) och började nu få fler läsare. Större delen av berättelsen utspelar sig i North Carolina 1965 där läsaren får följa tre fallskärmssoldater som placeras vid militärbasen Fort Bragg i väntan på att skickas till Vietnam. Eftersom de flesta soldaterna i kompaniet redan stridit tillsammans i kriget betraktar de nykomlingarna som utbölingar och ignorerar dem. När pengar och personliga tillhörigheter börjar försvinna från barackerna faller misstankarna snabbt på de tre och påverkar deras relationer med varandra. Tonen och berättarperspektivet växlar, vilket i kombination med den minimalistiska stilen skapar en suggestiv stämning. Linda Taylor recenserade boken i The Times Literary Supplement och skrev att man som läsare lätt slukar berättelsen i ett enda stycke: "Den okonstlade berättarstilen och karaktärernas sårbarhet är avväpnande förförisk".                  
Wolffs andra novellsamling, Back in the World, publicerades i USA 1985. Inte heller den översattes rakt av till svenska, istället valdes några av novellerna ut att ingå i Jägare i snön och andra berättelser - precis som i fallet med In the Garden of the North American Martyrs.                  

### Verklighetsbaserade romaner
Den här pojkens liv (This Boy's Life) (1989) och I Faraos armé (In Pharaoh's Army) (1994) är romaner som grundar sig helt på Wolffs eget liv. Personer som han mött i verkligheten förekommer med sina riktiga namn i böckerna och samtliga större händelser följer Wolffs egen tidslinje.
Den här pojkens liv utspelar sig under senare delen av 1950-talet och handlar om Wolffs liv från det att han var tio år gammal. Efter en tid präglad av ständiga uppbrott är Tobias mamma Rosemarys högsta önskan att hitta en pålitlig man och ett tryggt hem för sig och sin son. Hon flyttar till Seattle i delstaten Washington. Där möter hon den charmige Dwight Hansen och flyttar snart in i hans hem i Concrete, en liten stad nära Kaskadbergen. Men det dröjer inte länge innan Hansen visar sitt rätta jag och börjar misshandla dem psykiskt och fysiskt. Rosemary uthärdar flera år i det dysfunktionella äktenskapet medan Tobias missköter sig i skolan och ofta råkar i trubbel. Han drömmer om att lämna staden och lyckas till slut bli antagen vid en fin internatskola i andra änden av USA med hjälp av förfalskade ansökningshandlingar. Wolff har själv hävdat att berättelsen överensstämmer med verkligheten till 85 procent. Den här pojkens liv finns med på The New York Times lista över de 50 bästa självbiografierna utgivna de senaste 50 åren. Där beskrevs den som "kraftfull och perfekt skriven" och "en klassiker i sin genre".
I Faraos armé tar i stort sett vid där Den här pojkens liv slutar och handlar om Wolffs upplevelser före, under och efter det att han deltog i Vietnamkriget. Läsaren får följa honom från det att han relegerats från internatskolan i Pennsylvania som tonåring. Efter att ha jobbat en tid på ett sjömätningsfartyg, och utan att ha tänkt igenom saken särskilt noga, tar han värvning i armén. Han utbildas till fallskärmssoldat vid ett specialförband. Med sina kunskaper i vietnamesiska och sin rådgivande roll i bataljonen skiljer sig hans arbetsuppgifter ofta från de andra soldaternas och han befinner sig sällan i strid eller ens i direkt fara. Istället får han underliga men mer eller mindre harmlösa uppdrag, allt medan hans mindre lyckligt lottade kamrater stupar en efter en. Innan avfärden till Vietnam hade Wolff frenetiskt försvarat USA:s roll i kriget inför vänner och familj, men ju längre tiden går desto mer börjar han tvivla på hela den militära operationen. Den känslan förstärks när han återvänder till USA efter fyra års militärtjänstgöring, och han tänker mycket på dem av hans kamrater som inte klarade sig. Michael Upchurch uttryckte sig uppskattande om boken i Chicago Tribune: "I Faraos armé är en bok som kan locka fram såväl tårar som ett och annat skratt och dessutom ett växande vemod inför alla de grymheter äldre generationer tillfogar yngre. När det gäller inlevelse och teknik är den med alla mått mätt ett enastående och moget kraftprov."
I USA betraktas inte de båda böckerna som autofiktion utan som självbiografier och prisades också som sådana - för Den här pojkens liv fick Wolff bland annat ta emot Los Angeles Times Book Prize för Bästa biografi och för I Faraos armé tilldelades han Esquire-Volvo-Waterstone's Prize för bästa fackbok och nominerades dessutom till National Book Award.                                      

### Nyare författarskap
En tredje novellsamling, Natten ifråga (The Night in Question) (1997), kom i svensk översättning 2000 och innehåller femton dittills opublicerade berättelser.                                         
Our Story Begins - New and Selected Stories, en fjärde samling noveller, publicerades 2008. Den innehåller 21 tidigare utgivna noveller - bland annat tolv av de femton berättelser som ingår i Natten ifråga - plus tio nyskrivna.                                        

Romanen Den gamla skolan (Old School) gavs ut 2003 och kom i svensk översättning två år senare. Den handlar om en tonårskille med författardrömmar som plagierar en novell skriven av en ung kvinna i syfte att vinna en uppsatstävling på sin internatskola. Det som driver honom är att förstapriset består i att få träffa Ernest Hemingway på tu man hand, vilket är hans högsta dröm. Trots att Den gamla skolan innehåller för Wolff typiska teman och dessutom har uppenbara likheter med hans eget liv (han gick också på en fin internatskola där eleverna fick besök av kända författare) så har han förnekat att den är självbiografisk:
Mycket av det som sker i boken är inte självupplevt utan var sådant som jag på olika sätt kom i kontakt med när jag växte upp. Allt det där hade betydelse. Men jämför man händelserna i boken med vad som faktiskt skedde i verkligheten så är den i allra högsta grad en roman. 
Den gamla skolan fick över lag god kritik. Carmela Ciuraru skrev i Los Angeles Times: "Med Den gamla skolan visar Wolff ännu en gång att han tillhör författareliten. Som historieberättare, tillika filosof, är han djupt fokuserad på att ställa svåra frågor som det tar ett helt liv att besvara."

### Litterära teman
Utmärkande för Tobias Wolff är att han utforskar människors psykologiska och existentiella villkor i sin prosa. I London Review of Books skrev Wyatt Mason: "I regel ställs hans huvudpersoner inför ett plötsligt moraliskt dilemma, där deras känslomässiga reaktioner gör det svårt för dem att handla rätt. Wolffs genomgående tema är att detta är deras största brist."

Andra ämnen som återkommer i hans författarskap har med identitet och självuppfattning att göra, särskilt i relation till vad som kan betraktas vara sant eller falskt. Förfalskningar och plagiat spelar en viktig roll i Den här pojkens liv och Den gamla skolan. Flera av karaktärerna i hans andra berättelser har också för vana att ljuga för att framställa sig själva i bättre dager eller för att vinna fördelar. I den tidiga novellen Lögnaren (The Liar) påstår den sextonårige berättaren dels att hans mamma lider av en dödlig sjukdom, dels att han behärskar tibetanska. Karaktären Ronald Givens, som är i fokus i novellen Förgänglighet (Mortals), lyckas få en journalist avskedad genom att lura honom att publicera Givens egen dödsruna i tidningen, medan han ännu är i livet. Och utan att yppa ett ord om hur det verkligen ligger till låter Miller i Den andre Miller (The Other Miller) sig förväxlas med en soldat som bär samma namn och vars mamma just avlidit, bara för att komma bort från militärlivet ett tag. Temat återkommer även i Wolffs senare noveller som White Bible, The Deposition och Awaiting Orders. I en intervju reflekterar Wolff själv kring frågor om identitet, självbedrägeri, sanning och lögn:
När jag ser tillbaka på de berättelserna märker jag min besatthet kring frågor som har med identitet och identitetsförvirring att göra. Frågor om vad som är äkta - hur blir man genuin som människa? Vad betyder det att vara trogen mot sig själv, som Polonius frågar sin son? Jag ser den typen av frågor dyka upp i texterna ju längre tiden går.

Eftersom Wolff ofta får frågor om vad i hans författarskap som överensstämmer med verkligheten är han noga med att skilja på vad som är självupplevt och vad som är påhittat. I en intervju förklarar han:
Det är viktigt för mig att skilja på olika genrer. När jag kallar något för självbiografi så har jag en överenskommelse med läsarna om att de kan betrakta berättelsen som en redogörelse för faktiska händelser så som jag minns dem. När jag kallar något för en roman så är det fiktion, och läsarna behöver vara uppmärksamma på det. Man vill inte utgå ifrån att en roman är sann. Om den vore det skulle författaren kalla den för en biografi istället. 
Det här resonemanget kompliceras i Sverige av att Wolffs samtliga böcker översatta till svenska marknadsförts som skönlitteratur och också kategoriseras som sådan på många av biblioteken.

### Litterär stil
De författare som influerat Wolff har varierat genom livet, men han har framhållit att vissa litterära upptäckter har haft större betydelse än andra: 

För mig var det Hemingway. Det var inte så illa. Som imitatör måste man börja någonstans  - det så man lär sig. Och han är inte någon dålig person att imitera därför att - för det första: man inser snart att man egentligen inte kan upprepa det han gör. Enkelheten är fullkomligt bedräglig och ett resultat som mejslats fram. Det handlar också om ett sätt att se på saker som är helt okänt för en när man börjar. Men man lär sig en del när man försöker. 
Särskilt Tobias Wolffs tidiga berättelser skrivna under 1980-talet visar tydlig inspiration från Hemingway och hans isbergsteknik. Som annan minimalistisk prosa präglas de av en återhållen stil, så kallad Show, Don't Tell, där intrig och karaktärer beskrivs via sinnesintryck och handlingar snarare än genom författarens utläggningar.
    

Wolffs författarskap uppmärksammades i en tid då flera andra yngre amerikanska författare som ofta förknippades med novellkonsten lät tala om sig, som Raymond Carver, Richard Ford och Jayne Anne Phillips. Författaren och journalisten Bill Buford tyckte sig se en ny litterär stil som förenade dem och andra författarkollegor och myntade begreppet Dirty realism:  

Dirty Realism förknippas med verk skrivna av en ny generation amerikanska författare. De skriver om samtidens mindre smickrande sidor: en frånvarande make, en oönskad mor, en biltjuv, en ficktjuv, en drogmissbrukare - men de skriver om det med en obehaglig inlevelse som ibland gränsar till det komiska. Med sina underdrifter, sin ironi och sin ibland brutala men uppriktiga medkänsla framstår de här berättelserna som en ny röst i romankonsten. 

Wolff är inte speciellt förtjust i begreppet Dirty realism. I en intervju förklarar han: 
Richard Ford och jag blir alltid utmattade av de etiketter folk klistrar på oss. Men jag brukar säga till Richard att de inte skulle etikettera oss om de inte var intresserade av oss. Etiketterandet är i alla fall ett försök att förstå hur man är relaterad till andra författare.
   

Wolff vände sig också mot påståendet att han själv och hans författarkollegor hade skapat en renässans för novellen i USA. I förordet till The Vintage Book of Contemporary American Short Stories skrev han: 

 
 Att döma av den vördnadsfulla uppmärksamhet som den här renässansen har fått av recensenter och akademiker, så skulle man kunna tro att så faktiskt var fallet. Så var det inte. Det är ett överdrivet påstående för att få en ny generation att verka mer glamorös, till och med mer djärv, än den tidigare. Problemet med ordet "renässans" är att det måste ställas i motsats till en mörk medeltid. Jag kan inte komma på att någon sådan har funnits. Sanningen är att novellformen ständigt har inspirerat våra bästa författare till enastående prestationer i en obruten linje ända sedan Poes dagar. 

## Filmatiseringar
Den här pojkens liv filmatiserades och hade 1993 premiär i USA med samma samma titel som boken - This Boy's Life (den svenska titeln är En främling i familjen). Regissör var Michael Caton-Jones och manuset baserat på boken skrevs av Robert Getchell. Huvudrollerna spelades av Leonardo DiCaprio som den unge Tobias Wolff, Robert De Niro som hans styvpappa Dwight Hansen och Ellen Barkin som hans mamma Rosemary (fast i filmen var hennes namn ändrat till Caroline). Medverkade gjorde också Tobey Maguire, Chris Cooper och Carla Gugino. Leonardo DiCaprio blev särskilt uppmärksammad för sin rollprestation och nominerades till fyra priser, av vilka han vann två - Chicago Film Critics Association Awards för mest lovande skådespelare och New Generation Award som delades ut av Los Angeles Film Critics Awards.
År 2001 spelades en version av Wolffs novell En kula i hjärnan (Bullet in the Brain) in som kortfilm av David Von Ancken och CJ Follini. Medverkade gjorde bland andra Tom Noonan och Dean Winters. Filmen vann fem större priser på olika filmfestivaler i USA, bland annat tre för Bästa kortfilm.

## Familj
Tobias Wolff har en äldre bror, Geoffrey Wolff. 1979 publicerades hans självbiografi The Duke of Deception som handlar om deras biologiska pappa Arthur Samuels Wolff.
Tobias Wolff är gift med Catherine Dolores Spohn. De har tre barn.

## Priser och utmärkelser
- 1979 - Mary Roberts Rinehart Foundation Award, Mary Roberts Rinehart Foundation
- 1980 - Arizona Council on the Arts and Humanities Fiction Award, Arizona Council on the Arts and Humanities
- 1982 - St. Lawrence Award for Fiction, Black Lawrence Press
- 1985 - PEN/Faulkner Award for Fiction för The Barracks Thief
- 1989 - Rea Award for Excellence in the Short Story, Dungannon Foundation
- 1989 - Los Angeles Times Book Award, Los Angeles Times
- 1989 - Whiting Award for Fiction and Nonfiction
- 1990 - Ambassador Book Award, English Speaking Union
- 1993 - Lila Wallace Foundation Award, Lila Wallace Foundation
- 1994 - Lyndhurst Foundation Award, Lyndhurst Foundation
- 1994 - Esquire-Volvo-Waterstone's Award for Nonfiction, Esquire-Volvo-Waterstone
- 1995 - Chancellor's Citation for Exceptional Achievement, Syracuse University
- 1996 - Doctor of Humane Letters, honoris causa, Santa Clara University
- 2000 - Fellow, honoris causa, Hertford College, Oxford University
- 2001 - Academy Award in Literature, American Academy of Arts and Letters
- 2003 - Fairfax Prize for Lifetime Achievement in Literature, Fall for the Book Festival
- 2004 - John Gardner Memorial Book Award, Harpur Palate
- 2004 - Gold Medal, Bay Area Book Reviewers Association Award for Fiction, Bay Area Book Reviewers Association
- 2004 - Silver Medal for Fiction, Commonwealth Club
- 2006 - PEN/Malamud Award for Excellence in Short Fiction, PEN/Faulkner Foundation
- 2008 - Barbary Coast Award for Lifetime Achievement in Literature, Litquake
- 2009 - The Story Prize
- 2014 - Stone Award for Lifetime Literary Achievement, Oregon State University
- 2014 - Invald som Academy Member i The American Academy of Arts and Letters
- 2015 - National Medal of Arts, US National Endowment for the Arts

### Romaner
- 1975 - Ugly Rumours ISBN 0048231177
- 1984 - The Barracks Thief (Kompanitjuven, översättning: Kerstin Gustafsson, Norstedts, 1989) ISBN 9118911528
- 1989 - This Boy's Life (Den här pojkens liv, översättning: Caj Lundgren, Norstedts, 1990) ISBN 9119013728
- 1994 - In Pharaoh's Army (I Faraos armé, översättning: Kerstin Gustafsson, Norstedts, 1997) ISBN 9119702620
- 2003 - Old School (Den gamla skolan, översättning: Kerstin Gustafsson, Norstedts, 2005) ISBN 9113013211

### Novellsamlingar
- 1981 - In the Garden of the North American Martyrs ISBN 0-912946-82-2 - Även utgiven i Storbritannien som Hunters in the Snow (1981) ISBN 9780330280082
- 1985 - Back in the World ISBN 0-224-02343-8
- 1992 - Jägare i snön och andra berättelser, översättning: Kerstin Gustafsson, Norstedts, 1992 - Svensk utgåva med utvalda noveller ur In the Garden of the North American Martyrs och Back in the World. ISBN 9119126123
- 1997 - The Stories of Tobias Wolff ISBN 0-7475-3153-6
- 1997 - The Night in Question (Natten ifråga, översättning: Kerstin Gustafsson, Norstedts, 2000) ISBN 9113003143
- 2008 - Our Story Begins: New and Selected Stories ISBN 9781400044597

### Källhänvisningar
1. ↑  ”Obama awards Stanford's Tobias Wolff a National Medal of Arts | The Dish”. news.stanford.edu. http://news.stanford.edu/thedish/2015/09/10/obama-awards-stanfords-tobias-wolff-a-national-medal-of-arts/.
2. ↑  ”Tobias Wolff | American author | Britannica” (på engelska). www.britannica.com. https://www.britannica.com/biography/Tobias-Wolff. Läst 5 november 2022.
3. ↑  . https://www.nytimes.com/1989/02/05/magazine/the-brothers-wolff.html?pagewanted=all&src=pm.
4. 1 2  ”Tobias Wolff Biography”. notablebiographies.com. http://www.notablebiographies.com/newsmakers2/2005-Pu-Z/Wolff-Tobias.html.
5. ↑  Wolff, Geoffrey (11 juni 2008). ”Geoffrey Wolff | Narrative Magazine” (på engelska). www.narrativemagazine.com. https://www.narrativemagazine.com/authors/geoffrey-wolff. Läst 5 november 2022.
6. 1 2 3 4  ”Tobias Wolff Biography - life, family, childhood, children, story, history, school, mother, young, son - Newsmakers Cumulation”. www.notablebiographies.com. https://www.notablebiographies.com/newsmakers2/2005-Pu-Z/Wolff-Tobias.html. Läst 15 november 2022.
7. ↑  Wolff, Tobias (1990). Den här pojkens liv : en memoar. sid. 228-229. ISBN 9119013728
8. ↑  ”A life in writing: Tobias Wolff” (på engelska). the Guardian. 18 juli 2008. http://www.theguardian.com/books/2008/jul/19/fiction2. Läst 7 november 2022.
9. 1 2 3  ”Tobias Wolff's Profile | Stanford Profiles”. profiles.stanford.edu. https://profiles.stanford.edu/tobias-wolff. Läst 5 november 2022.
10. ↑  ”Four Honorary Degrees to Be Awarded at Syracuse University’s 2016 Commencement | Syracuse University News” (på amerikansk engelska). 13 april 2016. https://news.syr.edu/blog/2016/04/13/four-honorary-degrees-to-be-awarded-at-syracuse-universitys-2016-commencement-34693/. Läst 5 november 2022.
11. ↑  ”STANFORD Magazine: July/August 2004 > Showcase”. web.stanford.edu. https://web.stanford.edu/~clh/articles/invention.html. Läst 15 november 2022.
12. 1 2  ”Wolff, Tobias (b. 1945)”. www.historylink.org. https://www.historylink.org/File/20812. Läst 12 november 2022.
13. ↑  Times, The New York (26 juni 2019). ”The 50 Best Memoirs of the Past 50 Years” (på amerikansk engelska). The New York Times. ISSN 0362-4331. https://www.nytimes.com/interactive/2019/06/26/books/best-memoirs.html,%20https://www.nytimes.com/interactive/2019/06/26/books/best-memoirs.html. Läst 5 november 2022.
14. ↑  ”THIS BOY'S VIETNAM”. Chicago Tribune. https://www.chicagotribune.com/news/ct-xpm-1994-11-06-9411060081-story.html. Läst 8 november 2022.
15. ↑  ”Lessons learned in 'Old School'” (på amerikansk engelska). Los Angeles Times. 10 december 2003. https://www.latimes.com/archives/la-xpm-2003-dec-10-et-book10-story.html. Läst 12 november 2022.
16. ↑  Mason, Wyatt (5 februari 2004). ”Stifled Truth” (på engelska). London Review of Books "26" (03). ISSN 0260-9592. https://www.lrb.co.uk/the-paper/v26/n03/wyatt-mason/stifled-truth. Läst 5 november 2022.
17. 1 2  ”The Liar King” (på amerikansk engelska). Esquire. 2 april 2008. https://www.esquire.com/entertainment/books/reviews/a4400/our-story-begins-book-review/. Läst 15 november 2022.
18. 1 2  Holl, Travis. ”Influences: An Interview with Tobias Wolff”. Fiction Writers Review. https://fictionwritersreview.com/interview/influences-an-interview-with-tobias-wolff/. Läst 15 november 2022.
19. ↑  ”An Interview with Tobias Wolff | The Missouri Review”. https://www.missourireview.com/article/an-interview-with-tobias-wolff/. Läst 5 november 2022.
20. ↑  ”Tobias Wolff - Norstedts bokförlag”. www.norstedts.sehttps. https://www.norstedts.se/116839-tobias-wolff. Läst 5 november 2022.
21. ↑  ”LIBRIS - sökning: tobias wolff”. libris.kb.se. https://libris.kb.se/hitlist?d=libris&q=tobias+wolff&f=simp&spell=true&hist=true&mf=&p=1. Läst 5 november 2022.
22. ↑  ”'Show, Don't Tell' A Quick Definition” (på brittisk engelska). Cheshire Novel Prize. https://cheshirenovelprize.com/writing-tips/show-dont-tell. Läst 7 november 2022.
23. ↑  ”Tobias Wolff”. www.aftonbladet.se. https://www.aftonbladet.se/kultur/8.94/WOLff.html. Läst 5 november 2022.
24. ↑  ”The Vintage book of contemporary American short stories | WorldCat.org” (på engelska). www.worldcat.org. https://www.worldcat.org/title/30319230. Läst 13 november 2022.
25. ↑  Caton-Jones, Michael (23 april 1993). ”This Boy's Life”. https://www.imdb.com/title/tt0108330/?ref_=nv_sr_srsg_0. Läst 5 november 2022.
26. ↑  ”Bullet in the Brain - IMDb”. http://www.imdb.com/title/tt0325129/awards/. Läst 15 november 2022.